# Bad Goisern am Hallstättersee

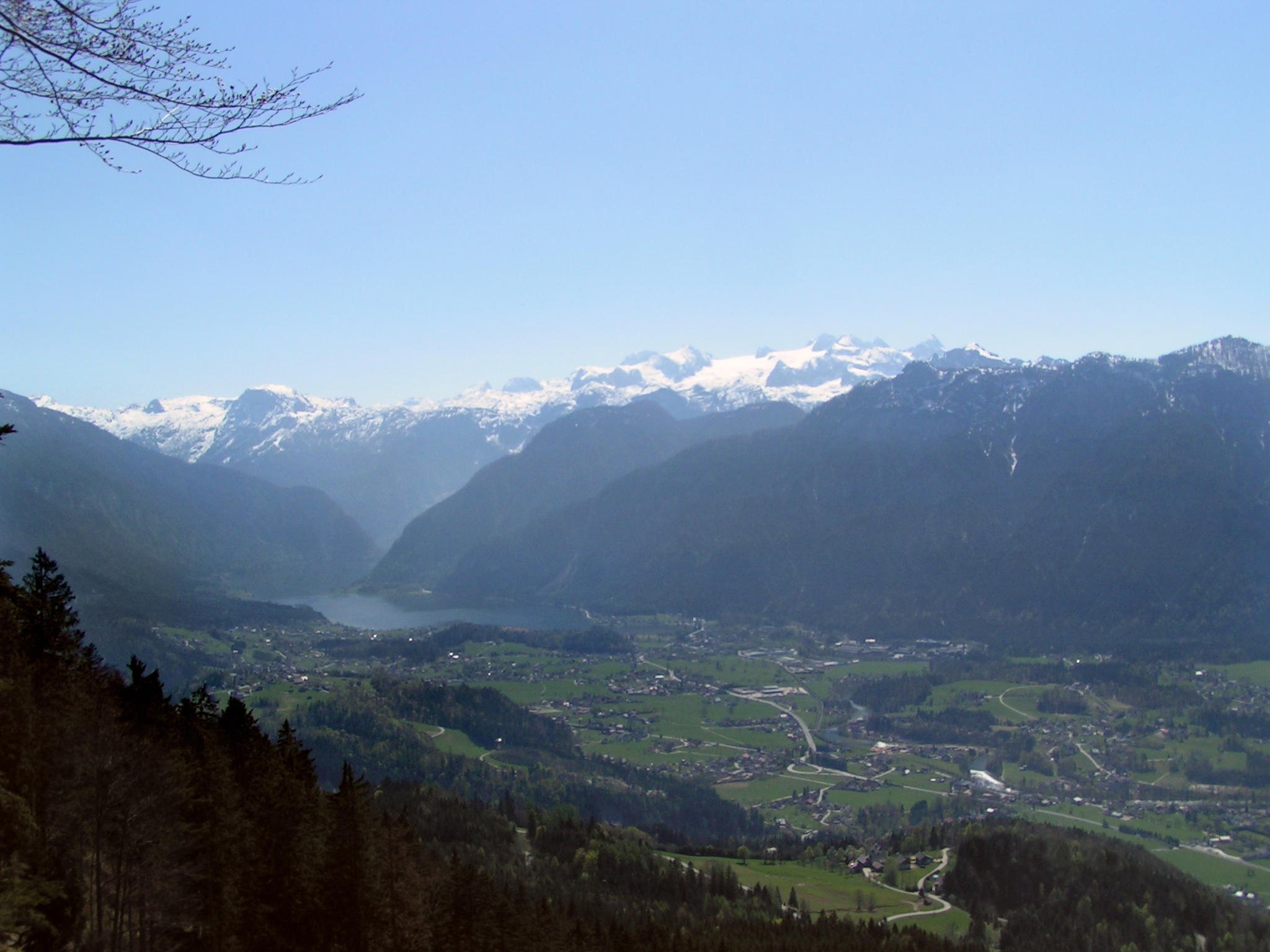
Vista de Bad Goisern e do lago de Hallstatt.

Bad Goisern am Hallstättersee é uma povoação da Alta Áustria, no distrito de Gmunden. É uma estância termal e turística da região de Salzkammergut, situada perto do lago de Hallstatt. Em 2005 tinha uma população de 7.578 habitantes.